# كلارنس كينجسبري
كلارنس كينجسبري (بالإنجليزية: Clarence Kingsbury)‏ مواليد 3 نوفمبر 1882 في بورتسموث، إنجلترا، المملكة المتحدة - الوفاة 4 مارس 1949 في ساوث سي، إنجلترا، بريطانيا العظمى، كان دراج إنجليزي في صنف سباق الدراجات على المضمار. سبق أن شارك في دورة الألعاب الأولمبية الصيفية وفاز بميدالية أولمبية.

## الميداليات
| الميدالية | المسابقة                       |
| --------- | ------------------------------ |
| ذهبية     | الألعاب الأولمبية الصيفية 1908 |
| ذهبية     | الألعاب الأولمبية الصيفية 1908 |

## روابط خارجية
- كلارنس كينجسبري على موقع أرشيف الدراجات (الإنجليزية)
- كلارنس كينجسبري على موقع أوليمبيديا (الإنجليزية)